# Liga de fútbol de Iturbe
La Liga Iturbeña De Fútbol, es la liga de fútbol profesional de Iturbe. La misma organiza un campeonato anual que contaría con 7 a 10 equipos participantes.
El clásico lo disputan el Club Atlético Porvenir y el Club Sport Juventud (Mayor campeón de la liga).

## Entidades afiliadas
| N.º | Equipos                   |  |
| --- | ------------------------- |  |
| 1   | Club 12 de Junio          |  |
| 2   | Club 27 de Noviembre      |  |
| 3   | Club 4 de Octubre         |  |
| 4   | Club Atlético El Porvenir |  |
| 5   | Club Milán                |  |
| 6   | Club Sport Juventud       |  |
| 7   | Club Union                |  |